# Grigori Stepanowitsch Marakuza

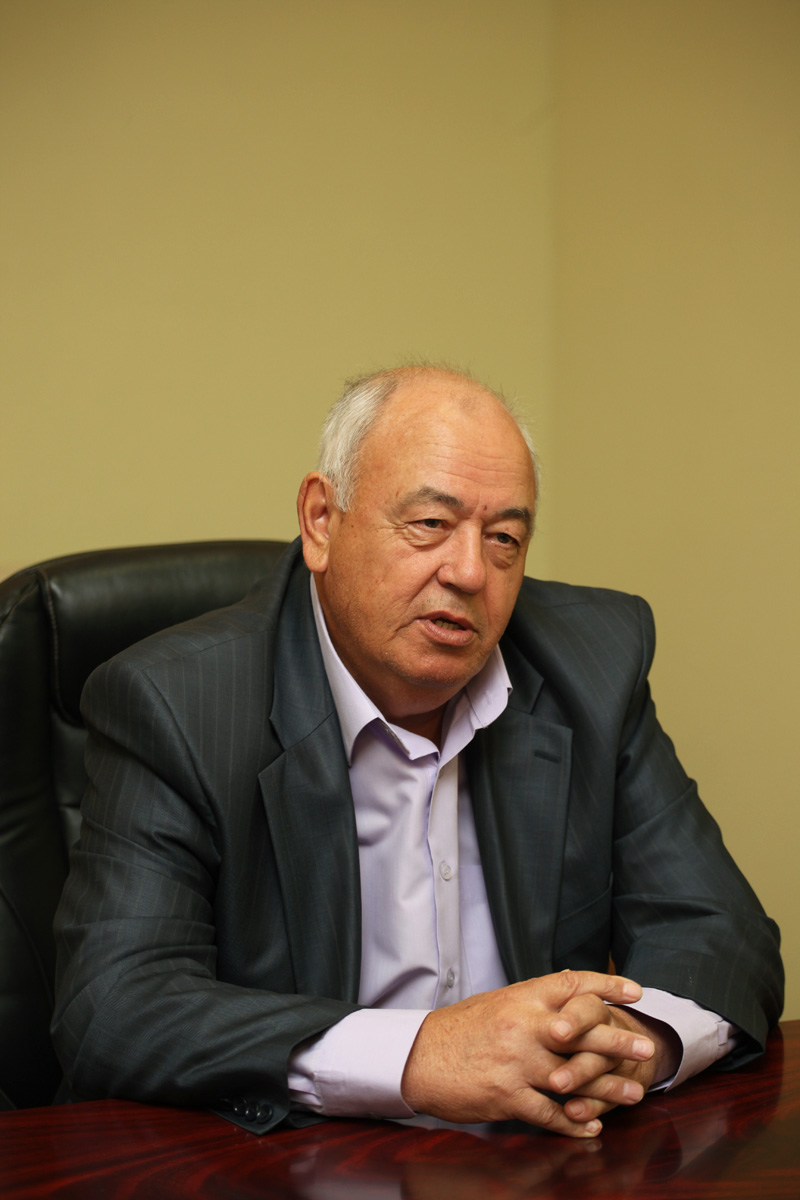
Grigori Marakuza (2012)

Grigori Stepanowitsch Marakuza (russisch Григорий Степанович Маракуца; rumänisch Grigore Mărăcuță; * 15. Oktober 1942 in Teja bei Grigoriopol, Moldauische SSR) ist ein transnistrischer Politiker und war von 1991 bis 2005 Parlamentssprecher.
Er spielte eine wichtige Rolle bei der Unabhängigkeitserklärung seines Landes und trat bei den ersten Präsidentschaftswahlen in Transnistrien 1991 an, bei denen er jedoch dem späteren Präsidenten Igor Smirnow unterlag.

## Leben und Karriere
Marakuza wurde 1942 in eine moldauische (rumänische) Familie in Teja, in der Nähe von Grigoriopol, geboren. Er ging in Parkany zur Schule und arbeitete nach seinem Abschluss 1960 kurzzeitig in Kasachstan. Am Landwirtschaftlichen Institut in Zelinograd (heute Astana) schloss er 1968 ein Studium als Elektroingenieur ab. Zurück in seiner moldawischen Heimat schloss er sich der Kommunistischen Partei der Sowjetunion an und arbeitete schon bald als Ausbilder im Rajon Kamenka und war später Erster Sekretär dieses Rajons.
Als die Sowjetunion 1990 kurz vor dem Zerfall stand, versuchte die Moldauische SSR die staatliche Unabhängigkeit zu erreichen. Inzwischen wurde die dortige Politik von nationalistischen Kräften dominiert, auch eine Vereinigung Moldawiens mit Rumänien stand im Raum. Im russophonen, östlich des Dnjestr gelegenen Landesteil sah man die eigenen Rechte als bedroht an und spaltete sich daraufhin als Transnistrische Moldauische Republik vom Rest Moldawiens ab. Zunächst versuchte Transnistrien als eigenständige Sowjetrepublik in der Sowjetunion zu verbleiben. Marakuza gehörte daraufhin zu den ersten Abgeordneten des neuen transnistrischen Parlaments. Die neue transnistrische Sowjetrepublik wurde jedoch von der Zentralregierung in Moskau nicht anerkannt.
Nach der endgültigen Auflösung der Sowjetunion Ende 1991 und der Unabhängigkeit Moldawiens erklärte sich auch Transnistrien für unabhängig. Die Region wurde jedoch von Moldawien weiterhin beansprucht. Bei der ersten Wahl in Transnistrien 1991 war Marakuza einer der Präsidentschaftskandidaten, unterlag Igor Smirnow jedoch klar. Er schloss sich daraufhin der Partei Smirnows an und war vom 5. November 1991 bis zum 21. Dezember 2005 Sprecher des transnistrischen Parlaments. Er musste diesen Posten schließlich an Jewgeni Schewtschuk abgeben.
Am 5. März 2013 wurde er zum Vorsitzenden des „Ältestenrats“ in Transnistrien.
Im August 2013 wurde Marakuza mit 334 weiteren Personen, darunter Caroline Cox, Wladimir Jastrebtschak, Albano Carrisi und Montserrat Caballé zur persona non grata in Aserbaidschan erklärt. Die aserbaidschanische Regierung begründete diesen Schritt mit einem „unberechtigten Besuch“ der betroffenen Personen in der umstrittenen Region Bergkarabach.